# Roshawn Clarke
Pour les articles homonymes, voir Clarke.
Roshawn Clarke (né le 1er juillet 2004) est un athlète jamaïcain, spécialiste du 400 mètres haies.

## Biographie
Médaillé d'or du 400 m haies et du 4 × 400 m mixte lors des Championnats NACAC juniors de 2021, il remporte la médaille de bronze du 400 m haies aux championnats du monde juniors de 2022.
Le 7 juillet 2023, à Kingston au cours des championnats de Jamaïque, Roshawn Clarke décroche son premier titre national en égalant en 47 s 85 le record du monde junior du 400 m haies détenu depuis 2021 par l'Américain Sean Burrell.
Lors des demi-finales des championnats du monde à Budapest, il améliore son record du monde junior du 400 m haies en 47 s 34.

## Palmarès
| Date | Compétition                   | Lieu     | Résultat | Épreuve     | Temps         |
| ---- | ----------------------------- | -------- | -------- | ----------- | ------------- |
| 2022 | Championnats du monde juniors | Cali     | 3e       | 400 m haies | 49 s 62       |
| 2023 | Championnats du monde         | Budapest | 4e       | 400 m haies | 48 s 07       |
| 2023 | Championnats du monde         | Budapest | 4e       | 4 × 400 m   | 2 min 59 s 34 |

## Records
| Épreuve     | Performance     | Lieu     | Date         |
| ----------- | --------------- | -------- | ------------ |
| 400 m haies | 47 s 34 (WU20R) | Budapest | 21 août 2023 |